# Monophyllaea
Monophyllaea, rod Gesnerijevki iz podtribusa Monophyllaeinae dio tribusa Epithemateae Sastoji se od 38 vrsta monokarpičnog višegodišnjeg ili jednogodišnjeg bilja rasprostranjenog po Maleziji

## Etimologija
Ime  roda dolazi od grčkog μονος, monos = jedan, i φυλλον, phyllon = list, što se odnosi na jedan list biljke (prošireni kotiledon).

## Opis
To su višegodišnje ili jednogodišnje monokarpne biljke (one koje jednom cvjetaju i zatim uginu). (Obično) jedna stabljika je mesnata i najčešće nosi veliki pojedinačni list. Ovo je "makrokotiledon", uvećani oblik jednog od dva originalna kotiledona (supka) koja izlazi iz sjemena. Neke vrste su povremeno cvjetne s 3-4 lista. Široko je rasprostranjen u Maleziji (od Sumatre do Nove Gvineje i od Južnog Tajlanda i od Luzona do Jave), a raste uglavnom na vapnenačkim stijenama, u sjenovitim šumama, na ulazima u špilje i ispod stijena.
S obzirom na jednolisni habitus (makrokotiledon kod nekih vrsta doseže duljinu od 1 m) i arhitekturu cvata, Monophyllaea je jedan od najčudnijih rodova Gesneriaceae. Od posebnog je interesa M. singularis (Borneo), s cvjetovima koji izbijaju iz stabljike, tehnički "hipokotila", i srednje žile jednog lista/makrokotildedona (Weber 1987, 1990, Imaichi i dr. 2001). Kod tri vrste (M. caulescens, M. ramosa i M. elongata) stvara se nekoliko listova koji veličinom i oblikom kopiraju makrokotiledon. Broj kromosoma: 2n = 20, 22, 24.

## Vrste
1. Monophyllaea albicalyx A.Weber
2. Monophyllaea andersonii B.L.Burtt
3. Monophyllaea anthocrena B.L.Burtt
4. Monophyllaea brevipes S.Moore
5. Monophyllaea burttiana Kiew
6. Monophyllaea caulescens B.L.Burtt
7. Monophyllaea chinii B.L.Burtt
8. Monophyllaea cupiflora B.L.Burtt
9. Monophyllaea elongata B.L.Burtt
10. Monophyllaea eymae B.L.Burtt
11. Monophyllaea fissilis B.L.Burtt
12. Monophyllaea furcipila Ohwi
13. Monophyllaea glabra Ridl.
14. Monophyllaea glandulosa B.L.Burtt
15. Monophyllaea glauca C.B.Clarke
16. Monophyllaea grandifolia Kiew & S.Julia
17. Monophyllaea hendersonii (B.L.Burtt) A.Weber
18. Monophyllaea hirtella Miq.
19. Monophyllaea hirticalyx Franch.
20. Monophyllaea horsfieldii R.Br.
21. Monophyllaea hottae B.L.Burtt
22. Monophyllaea insignis B.L.Burtt
23. Monophyllaea kostermansii B.L.Burtt
24. Monophyllaea leuserensis B.L.Burtt
25. Monophyllaea longipes Kraenzl.
26. Monophyllaea meriraiensis Kiew & S.Julia
27. Monophyllaea merrilliana Kraenzl.
28. Monophyllaea musangensis A.Weber
29. Monophyllaea papuana Lauterb.
30. Monophyllaea pendula B.L.Burtt
31. Monophyllaea ramosa B.L.Burtt
32. Monophyllaea sarangica B.L.Burtt
33. Monophyllaea selaborensis B.L.Burtt
34. Monophyllaea singularis (Balf.f. & W.W.Sm.) B.L.Burtt
35. Monophyllaea stellata B.L.Burtt
36. Monophyllaea tenuis B.L.Burtt
37. Monophyllaea tetrasepala B.L.Burtt
38. Monophyllaea wildeana B.L.Burtt